# Haltepunkt Essen-Frohnhausen
Der Haltepunkt Essen-Frohnhausen ist ein Haltepunkt der S-Bahn Rhein-Ruhr an der Grenze der Essener Stadtteile Frohnhausen und Altendorf an der Strecke Mülheim–Dortmund. 

## Geschichte
Der S-Bahn-Haltepunkt Essen-Frohnhausen ist im Zuge des Baus der S-Bahn Rhein-Ruhr 1974 errichtet worden. Dazu wurde die im Güterverkehr bediente Strecke ausgebaut. Seit 1974 wird er von den Linien S1 zunächst zwischen Bochum und Duisburg-Großenbaum und der Linie S3 zwischen Oberhausen und Hattingen angefahren. In unmittelbarer Nähe befand sich das Freizeitbad Oase.
Im Bereich des Haltepunktes sind mehrere Strecken gebündelt.
Die S-Bahn-Gleise sind die südlichste Strecke, die Gleise für Fernzüge liegen nördlich davon. Am nördlichsten liegt das Güterzuggleis von Essen West nach Mülheim-Heißen und Essen-Borbeck.
Zwischen den beiden S-Bahn-Gleisen verläuft zweigleisig ohne Zugangsmöglichkeit die Bahnstrecke nach Essen-Borbeck, auf der Stand 2021 der Regional-Express RE14 und die S-Bahn-Linie S9 verkehren. Diese Gleise werden westlich des Haltepunktes Frohnhausen baulich unter dem S-Bahngleis der Fahrtrichtung Duisburg sowie unter den nördlich angrenzenden Fernverkehrsgleisen hindurchgeführt, im östlich gelegenen Bahnhof Essen West werden beide Strecken zusammengeführt.
Am südlichsten Gleis liegt der Seitenbahnsteig in Fahrtrichtung Essen, zwischen der Strecke nach Borbeck und dem nördlichen S-Bahn-Gleis liegt der Bahnsteig in Fahrtrichtung Duisburg und Oberhausen.

## Bedienung
Der Haltepunkt wird im Schienenpersonennahverkehr heute ausschließlich von den Linien S1 und S3 der S-Bahn Rhein-Ruhr bedient (Kursbuchstrecken 450.1 und 450.3).
Im Betriebsstellenverzeichnis der Deutschen Bahn hat der Haltepunkt das Kürzel EEFO. Der Haltepunkt wird in der Preisklasse 4 als Nahverkehrssystemhalt hauptsächlich für Pendler geführt. Die beiden Bahnsteige sind jeweils einmal von Osten und jeweils einmal von Westen her nicht barrierefrei zugänglich. Nördlich des Haltepunktes befindet sich ein ausgewiesener Park-and-ride-Platz.
| Linie | Linienverlauf | Takt   |
| ----- | --- | ------ |
| S 1   | Solingen Hbf – SG-Vogelpark – Hilden Süd – Hilden – D-Eller – D-Eller Mitte – D-Oberbilk – D-Volksgarten – Düsseldorf Hbf – D-Wehrhahn – D-Zoo – D-Derendorf – D-Unterrath – D-Flughafen – Angermund – DU-Rahm – DU-Großenbaum – DU-Buchholz – DU-Schlenk – Duisburg Hbf – MH-Styrum – Mülheim (Ruhr) Hbf – E-Frohnhausen – Essen West – Essen Hbf – E-Steele – E-Steele Ost – E-Eiberg – Wattenscheid-Höntrop – BO-Ehrenfeld – Bochum Hbf – BO-Langendreer West – BO-Langendreer – DO-Kley – DO-Oespel – DO-Universität – DO-Dorstfeld Süd – DO-Dorstfeld – Dortmund Hbf Stand: Fahrplanwechsel Dezember 2023 | 30 min |
| S 3   | Oberhausen Hbf – MH-Styrum – Mülheim (Ruhr) West – Mülheim (Ruhr) Hbf – E-Frohnhausen – Essen West – Essen Hbf – E-Steele – E-Steele Ost – E-Horst – BO-Dahlhausen – Hattingen (Ruhr) – Hattingen (Ruhr) Mitte Stand: Fahrplanwechsel Dezember 2023 | 30 min |

Am Haltepunkt bestehen Umsteigemöglichkeiten zu den Buslinien 160 und 161 der Ruhrbahn. Diese bedienen die Haltestelle Frohnhausen (S) in der Onckenstraße bzw. Nöggerathstraße in der Nöggerathstraße. Beide Haltestellen befinden sich an den Zugängen zur S-Bahn.
| Linie | Verlauf | Takt (Mo–Fr) |
| ----- | --- | ------------ |
| 160   | Borbeck Bf – Altendorf Schölerpad – Nöggerathstr. – Frohnhausen, Gervinusstr. – Holsterhausen – Rüttenscheid Martinstraße – Bergerhausen Huttropstr. – Huttrop Schwanenbuschstr. – Frillendorf – Stoppenberg Ernestinenstr. | 20 min       |
| 161   | Altendorf Schölerpad – Frohnhausen – Frohnhausen – Holsterhausen – Rüttenscheid Martinstraße – Bergerhausen Huttropstr. – Huttrop Schwanenbuschstr. – Frillendorf – Stoppenberg Ernestinenstr.                              | 20 min       |